# Interlaken (Kalifornija)
Interlaken je naseljeno područje za statističke svrhe u američkoj saveznoj državi Kalifornija. Prema popisu stanovništva iz 2010. u njemu je živjelo 7.321 stanovnika.